# Rádiós műsorszolgáltatók
A rádiós műsorszolgáltatás csak hang útján megvalósuló médiaszolgáltatás. Eléréséhez nem feltétlenül szükséges rádiókészülék - a műsorszórás történhet kábelen, műholdon és interneten keresztül is.

## Típusai
A földfelszíni sugárzással továbbított rádióműsorok a 2010. évi CLXXXV. törvény hatálya alá tartoznak. E törvény három működési modellt különböztet meg:
- Közszolgálati: állami finanszírozású, a törvény megfogalmazása szerint társadalmi felügyelet alatt álló.
- Kereskedelmi: elsődlegesen profitszerzési céllal működő.
- Közösségi: a törvény megfogalmazása szerint meghatározott társadalmi csoportot kiszolgáló médiaszolgáltatás; a közösségi rádiózás nemzetközi alapelveivel szemben többségében közszolgálati műsorokat kötelesek sugározni (lásd még: Szabad Rádiók Magyarországi Szervezete). Ezeket vételkörzetük szerint további négy típusba sorolhatjuk:
  - Kisközösségi: olyan médiaszolgáltató, melynek sztereó vételkörzete legfeljebb az adótól számított egy kilométer sugarú körre terjed ki.
  - Helyi: olyan médiaszolgáltató, melynek vételkörzetében éves átlagban legfeljebb százezer, vagy egy városon belül ötszázezer lakos él.
  - Körzeti: olyan médiaszolgáltató, melynek vételkörzete meghaladja a helyi médiaszolgáltatóét, de az ország lakosságának kevesebb, mint feléhez jut el.
  - Országos: olyan médiaszolgáltató, melynek vételkörzetében az ország lakosságának legalább fele él.

A rádiós műsorszolgáltatás műholdas, kábeltelevíziós hálózaton történő, vagy internet-alapú terjesztéssel is megvalósulhat. Ezek közül a kábeltelevízió-hálózatokon sugárzott, illetve a Magyarországon bejegyzett műholdas rádiók minden esetben a médiatörvény hatálya alá tartoznak.

## Közszolgálati rádiós médiaszolgáltatások

### Országos médiaszolgáltatások
- Kossuth Rádió
- Petőfi Rádió
- Bartók Rádió
- Nemzetiségi adások

### Körzeti médiaszolgáltatások
- Dankó Rádió

### Műholdas és internetes médiaszolgáltatások
- Parlamenti adások
- Duna World Rádió (Megszűnt 2024-ben!)
- Szakcsi Rádió

## Közösségi médiaszolgáltatások

### Helyi médiaszolgáltatások
- Corvinus Rádió
- FM 90 Campus Rádió (korábban: Friss Rádió)
- Gerilla Rádió
- Győr Plusz Rádió
- Híd Rádió
- Jazzy Rádió
- Kunság Rádió
- Magyar Katolikus Rádió
- Nyugat Rádió
- Rádió Aktív Pécs
- Radio Monoster
- Sárrét FM
- Vár FM Megszünt
- Villány Rádió

### Kisközösségi médiaszolgáltatások
- Abakusz Rádió Megszűnt
- Alfa Rádió Megszűnt
- Berettyó Rádió
- Berettyó Night Rádió
- Best of Rádió
- Campus Rádió Megszűnt
- Crazy Fm
- Csillagpont Rádió
- Diósgyőr Rádió
- FeZen Rádió
- FM1 Rádió Megszűnt
- Fúzió Rádió C
- Ikva Rádió (Sopron) ** Története
- Karcag FM Megszűnt
- Kerek1 Rádió
- Kerepes Rádió Megszűnt
- Kontakt Rádió Megszűnt
- Mustár Rádió
- Origó-Ház Rádió
- Periszkóp Rádió
- Pont Rádió
- Rádió 33 Megszűnt
- Rádió Csobán Megszűnt
- Rádió FM 87,8 Megszűnt
- Rádió ICE
- Rádió Sansz
- Rádió Sun Megszűnt
- Rádió Szarvas
- Rádió Szentendre
- Rádió X
- Rákóczi Hírmondó
- Sport Rádió
- Stúdió FM 96,3
- Szinva Rádió Megszűnt
- Tavirózsa Rádió Megszűnt
- Táska Rádió
- Triangulum Rádió
- Vértes Rádió Megszűnt
- Zöld Hullám Rádió Megszűnt